# مقاطعة أوسينا (ميشيغان)
مقاطعة أوسينا هي مقاطعة في ميشيغان، بلغ عدد سكانها 26٬570  نسمة، في 2010، عاصمتها هارت، تبلغ مساحتها 3٬384 كيلومتر مربع.

## الموقع
تشترك في الحدود مع:
- مقاطعة ماسون (ميشيغان)
- مقاطعة موسكيغون (ميشيغان).

## التقسيمات الإدارية
- هارت.

## أعلام
- جون باول غود